# Луцій Фурій Камілл (консул 338 року до н. е.)
Лу́цій Фу́рій Камі́лл (лат. Lucius Furius Camillus; 370 до н. е. — 320 до н. е.) — політичний, державний і військовий діяч Римської республіки, консул 338 та 325 років до н. е.

## Життєпис
Походив з патриціанського роду Фуріїв. Син Луція Фурія Камілла, консула 349 року до н. е.
У 338 році до н. е. його було обрано консулом спільно з Гаєм Менієм. Тоді почалося повстання латинських племен. Фурій діяв на суходолі. Розбив війська латинян у битвах при Педумі та Астурі, захопив міста Тибурн, Аріція, Номентум, Лавіній. За це отримав тріумф.
У 325 році до н. е. вдруге його обрано консулом, цього разу спільно з Децимом Юнієм Брутом Сцевою. Воював проти самнитів. Але під час каденції тяжко захворів. На вимогу римського сенату консули призначили диктатора Луція Папірія Курсора. Ймовірно від цієї ж хвороби Луцій Фурій помер у 320 році до н. е.